# Festuca werdermannii
Festuca werdermannii är en gräsart som beskrevs av St.-yves. Festuca werdermannii ingår i släktet svinglar, och familjen gräs. Inga underarter finns listade i Catalogue of Life.